# Hainbuchtunnel
Der Hainbuchtunnel ist ein 1520 m langer Eisenbahntunnel der Schnellfahrstrecke Hannover–Würzburg nördlich der hessischen Kleinstadt Melsungen. Das Bauwerk nimmt zwei Gleise mit einem Schotter-Oberbau auf, die mit 250 km/h befahren werden können.

## Lage und Verlauf
Das Bauwerk liegt zwischen den Streckenkilometern 163,613 und 165,133. Die Gradiente fällt in südlicher Richtung ab. Die Trasse beschreibt in südlicher Richtung eine Rechtskurve.
Nördlich folgt auf den Tunnel die Breitenbach-Talbrücke. Südlich schließt sich, nach einem kurzen offenen Streckenabschnitt, der Kaiserautunnel an.

## Geschichte
Das Bauwerk wurde 1984 mit einer Länge von 1482 m und Investitionskosten von 39,9 Millionen DM geplant. Es sollte zwischen Oktober 1986 und Dezember 1988 errichtet werden.
Der Tunnel gehörte zum Planungsabschnitt 13 im Mittelabschnitt der Neubaustrecke.
Der Tunnel wurde am 5. August 1986 angeschlagen. Während der Bauphase trug er die Bezeichnung Anna-Maria Stollen. Er wurde von einer Arbeitsgemeinschaft der Unternehmen PZ, Porr und Stuag errichtet.
Er wurde als Teil des Neubaustreckenabschnitts Göttingen–Kassel 1991 in Betrieb genommen.